# Grecia expirante entre las ruinas de Missolonghi
Grecia expirando sobre las ruinas de Missolonghi es una pintura de Eugène Delacroix de 1826. La obra representa una alegoría de Grecia después del sitio de Missolonghi y sirvió de homenaje por la muerte de Lord Byron, fallecido en esta localidad griega dos años antes.
El pintor realizó este cuadro para una exposición que tenía por objeto recaudar fondos de apoyo a la causa griega, después de leer los escritos de Byron sobre el tema.
En él, una mujer simbolizando a Grecia, que luchaba contra los turcos por obtener su independencia, está vestida con el traje tradicional griego y detrás un jenízaro otomano, símbolo de la opresión.
La mujer señala a las piedras ensangrentadas que ocultan los cuerpos muertos, alegoría de la Grecia vencida por el Imperio Otomano. La obra trataba de posicionar a una Francia conservadora en esos momentos para ayudar al pueblo griego. Dos años después una alianza franco-británica y rusa combatió y derrotó militarmente a los turcos en la guerra.